# Пять методов
«Пять методов» (англ. Five techniques) — собирательное название жёстких способов дознания, которые получили скандальную известность в связи с их использованием британскими вооружёнными силами во время конфликта в Северной Ирландии и в сентябре 2003 года во время войны в Ираке. Название «пять методов» произошло от количества основных методик, используемых при работе с допрашиваемым: пытка неудобной позой в виде долговременного стояния у стены (англ. wall standing), сенсорная депривация, акустическая перегрузка слуха белым шумом (англ. subjection to noise), лишение сна, лишение пищи и воды.
В настоящее время многие правозащитные организации (Human Rights First и Physicians for Human Rights) рассматривают данные методы как разновидность пытки.

## История
Первое применение данной системы для получения разведданных было зарегистрировано в период 1953—54 годов во время восстания мау-мау и в последние годы колониальной войны в Малайе. Затем она использовалась в Свазиленде (1963 год), в Адене (см. кризис в Адене 1963 года) и в особо крупных масштабах — в Брунее в 1963 году, где количество подвергнутых процедурам допроса достигало 2000 заключённых. Как предполагается, именно в Брунее все пять основных методов были целенаправленно использованы вместе. Затем, в августе 1971 года во время беспорядков в Северной Ирландии пыткам по системе пять методов было подвергнуто как минимум 12 членов Ирландской Республиканской Армии, в октябре того же года к ним добавилось ещё двое. Считается, что в целом эта операция по добыче информации привела к некоторым успехам, однако оценка общего качества разведданных, полученных от этих людей, продолжает оставаться «разочаровывающе неполной». Там же отмечается, что достаточно трудно сравнить развединформацию, полученную с непосредственным использованием пяти методов и данные, полученные с использованием других технологий допроса или выбитые из допрашиваемых путём плохих условий содержания. Несмотря на то, что данный комплекс мероприятий не был закреплён ни в одном из официальных документов, имеются сведения, что методика его использования преподавалась офицерам королевской полиции Ольстера во время семинаров в апреле 1971 года.
В 1971 году применение жёстких методов допроса в Северной Ирландии стало поводом для парламентского разбирательства под председательством лорда Паркера, итогом которого стал подробный отчёт, опубликованный 2 марта 1972 года и квалифицировавший данные методы дознания как нарушения закона. По результатам исследования премьер-министр Великобритании Эдвард Хит заявил, что комплекс «пяти методов» больше не будет применяться, хотя дознавательные мероприятия продолжатся. Кроме этого, продолжилось использование «пяти методов» во время тренировок.
В 1976 году дело дошло до Европейского суда по правам человека, который в 1978 году квалифицировал применение британцами «пяти методов» как нарушения статьи 3 «Европейской конвенции о защите прав человека и основных свобод» в виде «унизительного и бесчеловечного обращения», но не усмотрел в них пытки.
Во время войны в Ираке скандальную огласку получили обстоятельства смерти 26-летнего иракца по имени Баха Муса после его двухдневного заключения на одной из британских военных баз в сентябре 2003 года. Расследование отметило на теле погибшего огромное количество физических травм (общим числом не менее 93), среди которых были фрагментированные рёбра, сломанный нос и т. д., однако смерть наступила именно после использования пыток по системе «пять методов».
В 2008 году был опубликован совместный отчёт верхней и нижней палат британского парламента, посвящённый использованию коалиционными силами запрещённых способов дознания во время военных действий в Ираке. В соответствии с показаниями свидетелей такие элементы системы «пять методов», как пытка неудобной позой, сенсорная депривация и т. д. обыденно применялись в отношении пленных иракцев. Отчёт независимой компании Public Interest Lawyers указал, что система «пять методов», будучи запрещённой в 1972 году, стала де-факто стандартной оперативной процедурой ведения дознания в первые годы присутствия британских сил в Ираке.
В 2014 году широкий резонанс вызвали результаты разбора в Сенате США программных документов ЦРУ по содержанию и допросу заключённых, причём эксперты организации Amnesty International обратили внимание на поразительное сходство американской дознавательной системы и британского комплекса пять методов.